# Granholm, Esbo
Granholm är en ö i Finland. Den ligger i Finska viken och i kommunen Esbo i den ekonomiska regionen  Helsingfors i landskapet Nyland, i den södra delen av landet. Ön ligger omkring 13 kilometer sydväst om Helsingfors.
Öns area är 2,5 hektar och dess största längd är 290 meter i öst-västlig riktning.